# Club de Fútbol Molina
El Club de Fútbol Molina era un club de fútbol español de la ciudad de Molina de Segura, en la Región de Murcia. Fundado en el verano de 2009 tras comprar la plaza al Archena Atlético en Preferente Autonómica desapareció en 2018 tras vender su plaza, también en Preferente, al Independiente de Ceutí.

## Historia

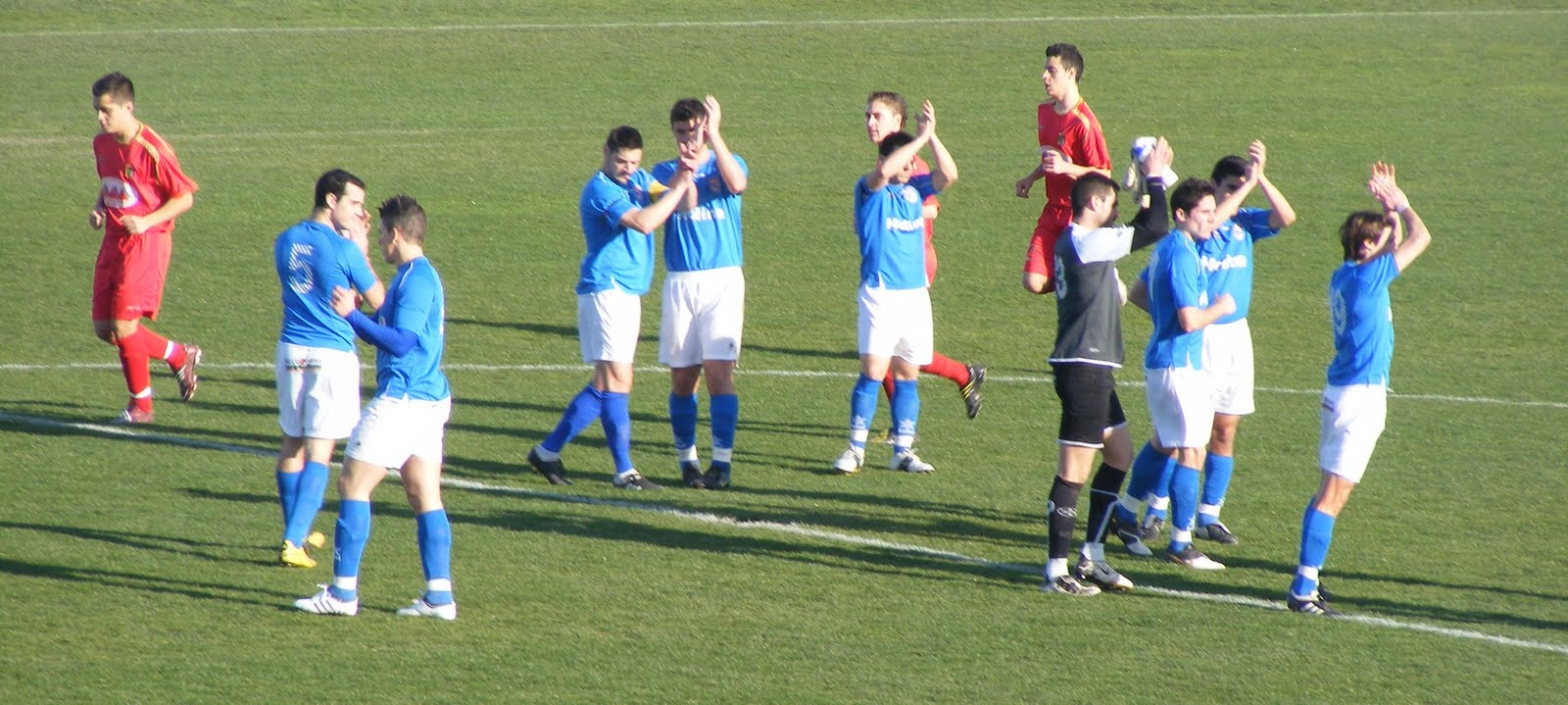
El Molinense salta al campo en un partido de la 09/10 en Preferente.

Tras la desaparición del histórico Club Deportivo Molinense en verano de 2009 personas de Molina de Segura (algunos que ya habían estado involucrados en el anterior proyecto) compran la plaza en Territorial Preferente al Archena Atlético para refundar el club en la localidad. Se elige el nombre de Club de Fútbol Molina para la nueva andadura del club y se prepara una plantilla competitiva con jugadores de Molina para intentar ascender a Tercera División. El 9 de mayo de 2010 logra el objetivo al ganar 4-0 en casa al Progreso.
Tras varios años en Tercera el equipo desciende a Preferente en 2015. En Preferente, y después de varias campañas intentando regresar a Tercera de manera infructuosa, vende su plaza al Independiente de Ceutí en 2018. El fútbol en Molina continúa sin embargo a través del Club de Fútbol Molina Promesas, de Segunda Autonómica, que es renombrado Club de Fútbol Molina Olimpic ese verano y de nuevo simplemente CF Molina en 2019.

## Presidentes
- 2009-2016: José Cutillas Sánchez
- 2017-2018: Juan Fabrilo Perea Ríos

## Uniforme
- Uniforme titular: Camiseta y pantalón  azules, y medias blancas.
- Uniforme alternativo: Camiseta, pantalón y medias blancas.

La equipación del equipo que representa a Molina de Segura siempre ha sido blanca al completo. Sin embargo para la temporada 2004/05 pasó a ser camiseta azul, pantalón blanco y medias azules, y temporadas más tarde azul al completo.
Para la temporada 2009/10, con la nueva andadura del, por aquel entonces C.F Molina (como se denominaba el actual Molinense), la equipación usada por varios años es camiseta azul, pantalón blanco y medias azules. 
Después de unos años usando este uniforme, el Club de Fútbol Molina empieza a usar la equipación azul completa.

## Estadio

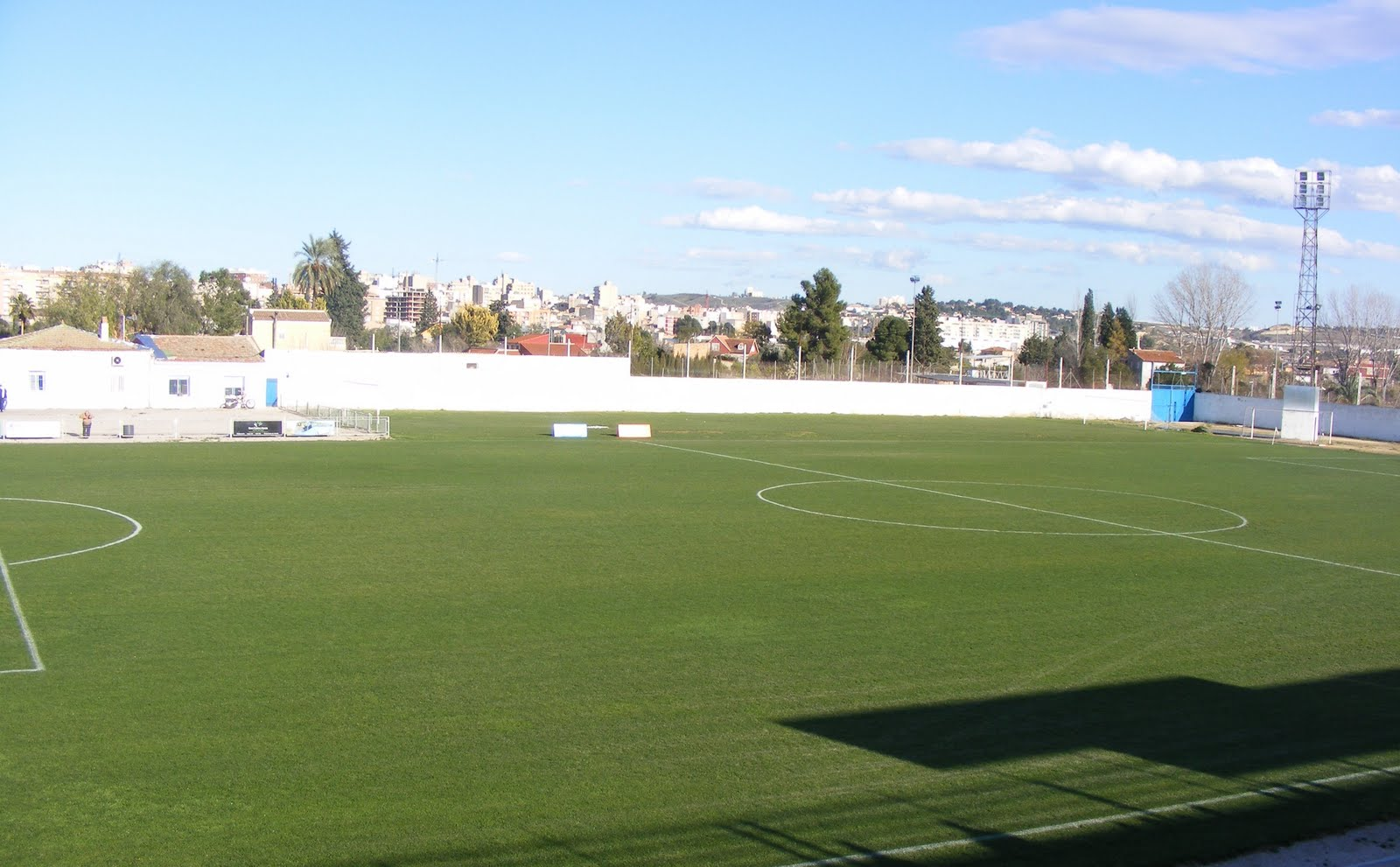
Estadio Sánchez Cánovas de Molina de Segura.

El estadio Sánchez Cánovas se inauguró el 7 de septiembre de 1975. 
La llegada de Joaquín Sánchez Rex a la presidencia del Molinense en el verano 1973, supuso un punto de inflexión en la historia del fútbol local. Sánchez Rex no sólo devolvió a los aficionados la ilusión por este deporte, ahormando una plantilla capaz de lograr un récord que aún perdura en el fútbol regional, sino que, además, dotó a la ciudad de las mejores infraestructuras deportivas conocidas hasta entonces.
El gran legado que ha dejado Sánchez Rex a la ciudad de Molina de Segura ha sido un estadio de fútbol: el estadio "Joaquín Sánchez Cánovas". Con este nombre el presidente del Molinense quiso homenajear a su padre. Décadas después de su inauguración, los ciudadanos continúan aprovechando estas instalaciones.
El estadio en un principio era de césped natural, pero una inundación causada por la lluvia destrozaron el terreno de juego. 
Así que por unos años la superficie fue de tierra hasta que de nuevo se instaló el césped natural a principios de los años 2000.
Actualmente es de césped artificial y tiene una capacidad para unos 4500 espectadores.
El estadio en su día fue propiedad del club, pero ahora el propietario es el Ayuntamiento de Molina.

## Datos del club
- Temporadas en Tercera División: 5
- Temporadas en Preferente Autonómica: 4
- Mejor puesto en la liga: 8º en Tercera División (2012/13)

## Palmarés

### Campeonatos regionales
- Subcampeón de Territorial Preferente (1): 2009-10